# El problema de los tres cuerpos
El problema de los tres cuerpos (título original en chino, 三体; pinyin, Sān tǐ; literalmente, ‘tres cuerpos’) es una novela de ciencia ficción del escritor chino Liu Cixin.
Es el primer libro de la trilogía titulada El recuerdo del pasado de la Tierra, pero los lectores chinos generalmente se refieren a la serie por el título de la primera novela. El título hace referencia al problema de los tres cuerpos en el campo de la mecánica orbital.
La obra fue publicada inicialmente por entregas en 2006 en la revista Science Fiction World, y más tarde en 2008 se publicó en formato libro, convirtiéndose en una de las novelas de ciencia ficción más populares de China. La traducción de la novela al inglés realizada por el escritor Ken Liu para Tor Books en 2014 fue galardonada con el premio Hugo a la mejor novela y estuvo nominada para el premio Nébula a la mejor novela. En 2016 fue publicada en español por Ediciones B dentro de su colección Nova.
Una adaptación a película con el mismo nombre iba a ser estrenada en 2017, pero se pospuso indefinidamente.
El 1 de septiembre de 2020, se anunció que Netflix había obtenido los derechos de la trilogía y ordenado una serie basada en ella, con David Benioff, D.B. Weiss, y Alexander Woo como guionistas y productores ejecutivos. La serie se estrenó en marzo de 2024.
Otra adaptación a serie de televisión, producida en China por Tencent Video, se estrenó el 15 de enero de 2023 en el canal de televisión de la Televisión Central y se transmite simultáneamente en Tencent Video y Migu Video.

## Contexto
En la década de 1990, cuando el gobierno chino fortaleció la propaganda de «rejuvenecimiento científico y tecnológico del país» y el desarrollo continuo de la ciencia y tecnología, surgieron muchas condiciones favorables para la creación de las novelas de ciencia ficción. En este contexto surgieron un gran número de escritores de novelas de este género en China. La mayoría de estos escritores trabajaban en varios campos de la ciencia y tecnología. 
El autor Liu Cixin es ingeniero informático y fan de las novelas de ciencia ficción. Para esta obra, escribió entre 3000 y 5000 palabras diarias en su tiempo libre y tardó tres años en terminarla. Su pensamiento creativo está profundamente influido por Isaac Asimov, Arthur C. Clarke y León Tolstói. La novela tiene profundas implicaciones sociales y el autor revela en ella los principios de la "sociología cósmica", una protociencia sobre las leyes de supervivencia en el universo.
El título de la novela se inspira en el llamado problema de los tres cuerpos, un problema de mecánica orbital que carece de solución general (y que en algunos casos puede ser caótica). Como parte de la trama, aparece descrito un planeta habitado de un sistema estelar ternario que, debido a su órbita irregular alrededor de las tres estrellas que lo conforman, sufre continuas catástrofes naturales, climáticas y geológicas imposibles de predecir.

## Trasfondo
En la novela, Trisolaris es el único planeta habitado de un sistema estelar ternario (Alfa Centauri), donde viven los trisolarianos. El planeta gira alrededor de los tres soles al mismo tiempo. Debido a la inestabilidad de la órbita, las civilizaciones trisolarianas han sido destruidas innumerables veces. Los científicos de ese mundo llevan buscando la solución a la hecatombe recurrente por miles de siglos, pero parece un dilema sin salida a menos que esa especie encuentre un nuevo hogar.
Los trisolarianos cuentan con un nivel de tecnología más avanzada que los humanos y consideran la supervivencia como su principal prioridad. Han desarrollado una sociedad totalitaria y un sistema moral completamente diferente al de la Tierra.

## Argumento
La historia de la novela comienza durante la Revolución Cultural de China, mientras los Estados Unidos y la Unión Soviética buscan vida extraterrestre. China tiene su propia iniciativa en este ámbito, el proyecto Costa Roja, fundado en una base secreta militar en los bosques del norte del país. Una de las protagonistas, la astrofísica Ye Wenjie, trabaja en un proyecto cuya misión es buscar exoplanetas y observar el movimiento del Sol y otros planetas para descubrir la potencialidad de vida extraterrestre.
Durante la revolución cultural, el padre de Ye Wenjie, Ye Zhetai, también físico y profesor de la Universidad Tsinghua, es asesinado por los guardias rojos. Ella presencia la tragedia con sus propios ojos y siente profunda decepción con la especie humana.Posteriormente es catalogada como traidora a la revolución y enviada a realizar trabajos forzados y posteriormente sentenciada a prisión, desde donde es rescatada por Yang Weining y Lei Zhicheng, dos físicos que trabajan para el proyecto Costa Roja. Un día, Ye Wenjie está cumpliendo sus funciones observando el Sol cuando, por casualidad, descubre un efecto reflexivo del Sol por el que se pueden amplificar las señales de radio. Con esta técnica, se pueden transmitir señales a las profundidades más lejanas del universo. Ye Wenjie decide enviar un mensaje en dirección al sistema Alfa Centauri: «Nuestra civilización ya no es capaz de resolver los problemas por sí misma. Necesitamos la intervención de vuestra fuerza».
Justo al mismo tiempo, en Trisolaris están planeando una migración interestelar mientras construyen sus naves espaciales. En el planeta, un emperador rige a todos sus residentes sin concepciones democráticas. La meta suprema que infunde es sobrevivir a cualquier precio. Cuatro años después, un astrónomo trisolariano recibe el mensaje de la Tierra. Curiosamente, el científico es pacifista y escribe una respuesta para advertir a los humanos. Por desgracia, el astrónomo es desterrado.
Cuatro años más tarde, Ye Wenjie recibe el mensaje del otro mundo, el día que esperaba que este llegaría.

## Personajes

### Familia Ye
- Ye Zhetai (叶哲泰): físico, profesor en la Universidad Tsinghua, asesinado durante una sesión de lucha.
- Shao Lin (绍琳): física, esposa de Ye Zhetai.
- Ye Wenjie (叶文洁): astrofísica, hija de Ye Zhetai.
- Ye Wenxue (叶文雪): hermana de Ye Wenjie, estudiante en la secundaria de Tsinghua y miembro de los Guardias rojos, asesinada durante la violencia entre facciones.

### Base de Costa Roja
- Yang Weining (杨卫宁): jefe ingeniero en la base de Costa Roja, antiguo estudiante de Ye Zhetai y después esposo de Ye Wenjie.
- Lei Zhicheng (雷志成): comisario político en la base de Costa Roja, quien reclutó a Ye Wenjie.

### Presente
- Wang Miao (汪淼): investigador de nanomateriales.
- Yang Dong (杨冬): teórica de cuerdas e hija de Ye Wenjie y Yang Weining.
- Ding Yi (丁仪): físico teórico, novio de Yang Dong.
- Shi Qiang (史强): detective policía y especialista en contraterrorismo, apodado Da Shi (大史), el gran Shi.
- Chang Weisi (常伟思): mayor general del Ejército Popular de Liberación.
- Shen Yufei (申玉菲): física china-japonesa y miembro de Fronteras de la Ciencia.
- Wei Cheng (魏成): prodigio matemático, esposo de Shen Yufei.
- Pan Han (潘寒): biólogo, amigo de Shen Yufei y Wei Cheng, y miembro de Fronteras de la Ciencia.
- Sha Ruishan (沙瑞山): astrónoma, antigua alumna de Ye Wenjie.
- Mike Evans (麦克·伊文斯): hijo de un magnate petrolero, fuente principal de financiación de la Organización Terrícola-Trisolariana.
- Coronel Stanton (斯坦顿): oficial del Cuerpo de Marines de los Estados Unidos, comandante de la operación Guzheng.

## Premios y nominaciones
| Año  | Premio                                                               | Resultado |
| ---- | -------------------------------------------------------------------- | --------- |
| 2006 | Premio Yinhe                                                         | Premiada  |
| 2014 | Premio Nébula a la mejor novela                                      | Nominada  |
| 2015 | Premio Hugo a la mejor novela                                        | Premiada  |
| 2015 | Premio Locus a la mejor novela de ciencia ficción                    | Nominada  |
| 2015 | Premio Prometheus                                                    | Nominada  |
| 2015 | Premio John W. Campbell Memorial                                     | Nominada  |
| 2017 | Premio Kurd Lasswitz a la mejor novela extranjera de ciencia ficción | Premiada  |
| 2017 | Premio Ignotus a la mejor novela extranjera                          | Premiada  |
| 2017 | Grand Prix de l'Imaginaire a la mejor novela extranjera              | Nominada  |
| 2020 | Premio Seiun a la mejor novela extranjera                            | Premiada  |

## Serie

### Trilogía original
Los siguientes libros de la trilogía El recuerdo del pasado de la Tierra son:
- El bosque oscuro (黑暗森林), 2008; la traducción al inglés se publicó en 2015 y la traducción al español en 2017.[33]
- El fin de la muerte (死神永生), 2010; la traducción al inglés se publicó en 2016 y la traducción al español en 2018.[34]

### Serie extendida
- La redención del tiempo (título original en chino, 三体X·观想之宙; pinyin, Sān Tǐ X · Guān Xiǎng Zhī Zhòu; literalmente, ‘Tres cuerpos X: Eón de contemplación’), publicada originalmente en 2010 como fanfiction en un foro de internet. Fue escrita por Li Jun bajo el seudónimo de Baoshu, y posteriormente publicada en 2011 por Chongqing Press, la editorial de la trilogía original, con el permiso de Liu Cixin. Fue traducida al inglés por Ken Liu y publicada en 2019 con el título de The Redemption of Time.[35] La traducción al español fue publicada por la editorial Nova en 2018.[36]